# Fluitwinterkoning
De fluitwinterkoning (Microcerculus ustulatus) is een zangvogel uit de familie Troglodytidae (winterkoningen).

## Verspreiding en leefgebied
Deze soort telt 4 ondersoorten:
- M. u. duidae: westelijk Bolívar en het Amazonebekken (het zuidelijke deel van Centraal-en zuidelijk Venezuela).
- M. u. lunatipectus: centraal Bolivar (het zuidelijke deel van Centraal-Venezuela).
- M. u. obscurus: oostelijk Bolivar  (zuidoostelijk Venezuela).
- M. u. ustulatus: zuidoostelijk Venezuela, westelijk Guyana en uiterst noordelijk Brazilië.